# Aral-tó

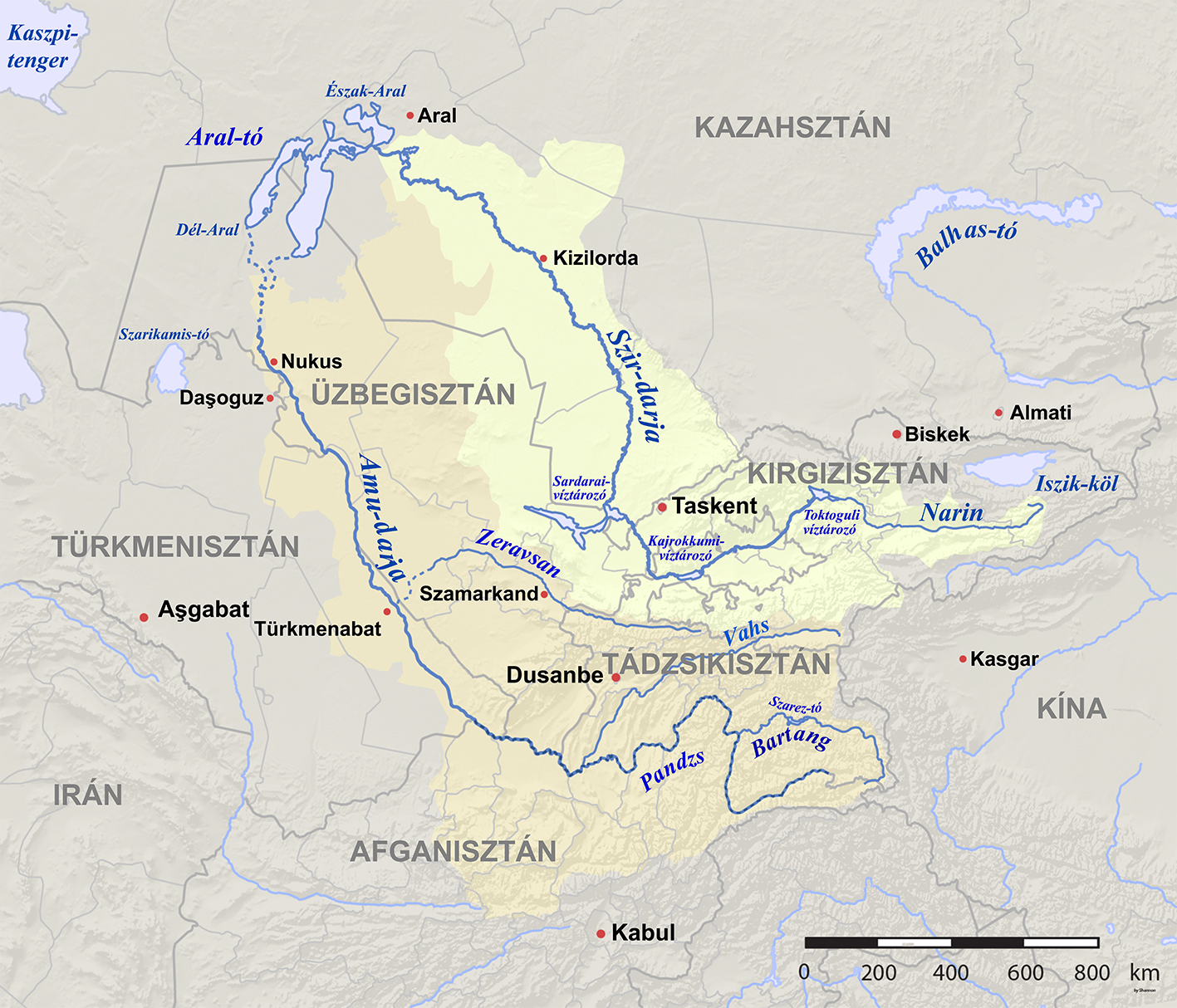
Az Aral-tó vízgyűjtő területe

Az Aral-tó (kazakul Арал теңізі / Aral tengizi, üzbégül Orol dengizi, oroszul: Ара́льское море [Aralszkoje more]) Kazahsztán és Üzbegisztán határvidékén, a Kaszpi-tengertől keletre, a Turáni-alföldön elhelyezkedő lefolyástalan sóstó. 1960-ban még a Föld negyedik legnagyobb tava, ma már alig maradt belőle valami. 
A tavat tápláló folyók, az Amu-darja és a Szir-darja vizének öntözésre való felhasználása, valamint mikroklimatikus változások következtében az 1960-as évektől a tó vízszintje jelentősen csökkent. 1997-re az Aral-tó az eredeti méretének 10%-ára csökkent, és négy kisebb tóra szakadt.
Napjainkra egyik folyó sem éri el a folyamatosan pusztuló Aral-tavat. A NASA által 2014 augusztusában készített műholdas felvételei alapján – a modern történelem során először – az egykori hatalmas tó keleti része teljesen kiszáradt. Ezt a területet ma Aralkum-sivatagnak hívják.

## Földrajz
Az Aral-tó Kazahsztán és Üzbegisztán határvidékén, a Turáni-alföldön fekszik. Nyugatról a sivatagos Usztyurt-fennsík (Uszt-jurt) 200 méteres magasságba törő szirtjei, keletről a Kizil-kum sivatagos vidéke (és ennek északnyugati része, a Golodnaja-sztyepp) határolja. Északon, a Szir-darja deltájánál a tótól elkülönült, de azzal összeköttetésben állt a Kis-Aral-tó. Az 1960-as évekig délről az Amu-darja, északkeletről a Szir-darja táplálta (56 km³/év), ami a csapadékmennyiséggel (9 km³/év) kiegészülve pótolta a tó hatalmas párolgási veszteségét (65 km³/év). A régió éghajlata kontinentális, a júliusi középhőmérséklet 25-26 °C, a februári –2-2 °C, az évi csapadékmennyiség 110-150 milliméter. Az 1960-ban 68 900 km² kiterjedésű, északkelet–délnyugati tengelyű tó hossza 492, legnagyobb szélessége 290 kilométer volt, délen és keleten öblökkel tagolt partvonalának hossza pedig elérte a 3000 kilométert. Átlagos mélysége 16 méter volt, de legmélyebb pontján elérte a 63 métert. A tavon több mint 1100 kisebb-nagyobb, összterületüket tekintve 2200 km²-nyi sziget volt. Az Aral-tó vizének sókoncentrációja az 1960-as 9,6-10,3‰-ről 27-30‰-re emelkedett.

### Geológia
Földtörténetileg az Aral-tó medencéje a Tethys-óceán, illetve az abból lefűződött, a pliocén végéig létező Paratethys-tenger maradványa a Fekete-tengerrel és a Kaszpi-tengerrel együtt.
A késő neogénben tektonikus törésvonal alakult ki az Aral-tó helyén, de az ennek mentén keletkezett mélyedés még a pleisztocén végén is száraz medence volt. A későbbi földtörténeti korokban a Szir-darja töltötte fel a süllyedéket, s az alapvetően száraz időszakban kialakult egy a maival nagyjából megegyező területű tó. A holocénben drasztikusan megváltozott a korábban a Kaszpi-tengert tápláló Amu-darja folyása, s vizét immár a leendő Aral-tóba vezette. A klimatikus változások is melegebb, csapadékosabb éghajlatot eredményeztek, s az Aral-tó elérte a 20. században ismert kiterjedése kétszeresét, területe meghaladta a 150 ezer km²-t, a vízfelszín tengerszint feletti magassága elérte a 75-80 métert. Az i. e. 4. évezredben az éghajlati viszonyok ismét szárazabbra fordultak, s a tó mintegy 30 méternyit apadt, majd az i. e. 1. évezredre lassan a 31-35 méteres tengerszint feletti magasságig, azaz nagyjából napjainkbeli kiterjedésére apadt, de a vízfelszín csökkenése ezt követően sem állt meg. Az i. sz. 16. századra az Amu-darjának a Szarakamis-tavat tápláló ága elapadt, így teljes vízmennyisége az Aral-tóba folyt, amely ezzel elérte a 20. században ismert kiterjedését.

### Emberföldrajz
Az Aral-tó első említését i. e. 2. századbeli kínai forrásokból ismerjük Északi-tenger néven, de a rómaiak is ismerték Oxusi-mocsár (Palus Oxiana) néven (az Amu-darja latin neve Oxus volt). A 10–12. század arab geográfusai már jól ismerték a tavat (Horezmi-tó) és vidékét, a későbbi évszázadokban azonban már a tó eltűnéséről maradtak fenn írásos említések. Az Aral-tó újbóli gyarapodását követően, a 17. században Khíva kánja, Abu al-Gházi (1603–1664) használta először a türk aral (’sziget’) szót az Amu-darja torkolati vidékének leírására, s a 18. századi európai térképeken már mint Aral-tó jelent meg. A 17. században a Khívai Kánság területéhez tartozott a vidék, később a Kokandi Kánság és a Buharai Emirátus uralta a vidéket, mígnem 1847-ben Oroszország katonai helyőrséget létesített a tó partján, s 1873-ban igazgatásuk alá vonták a vidéket.

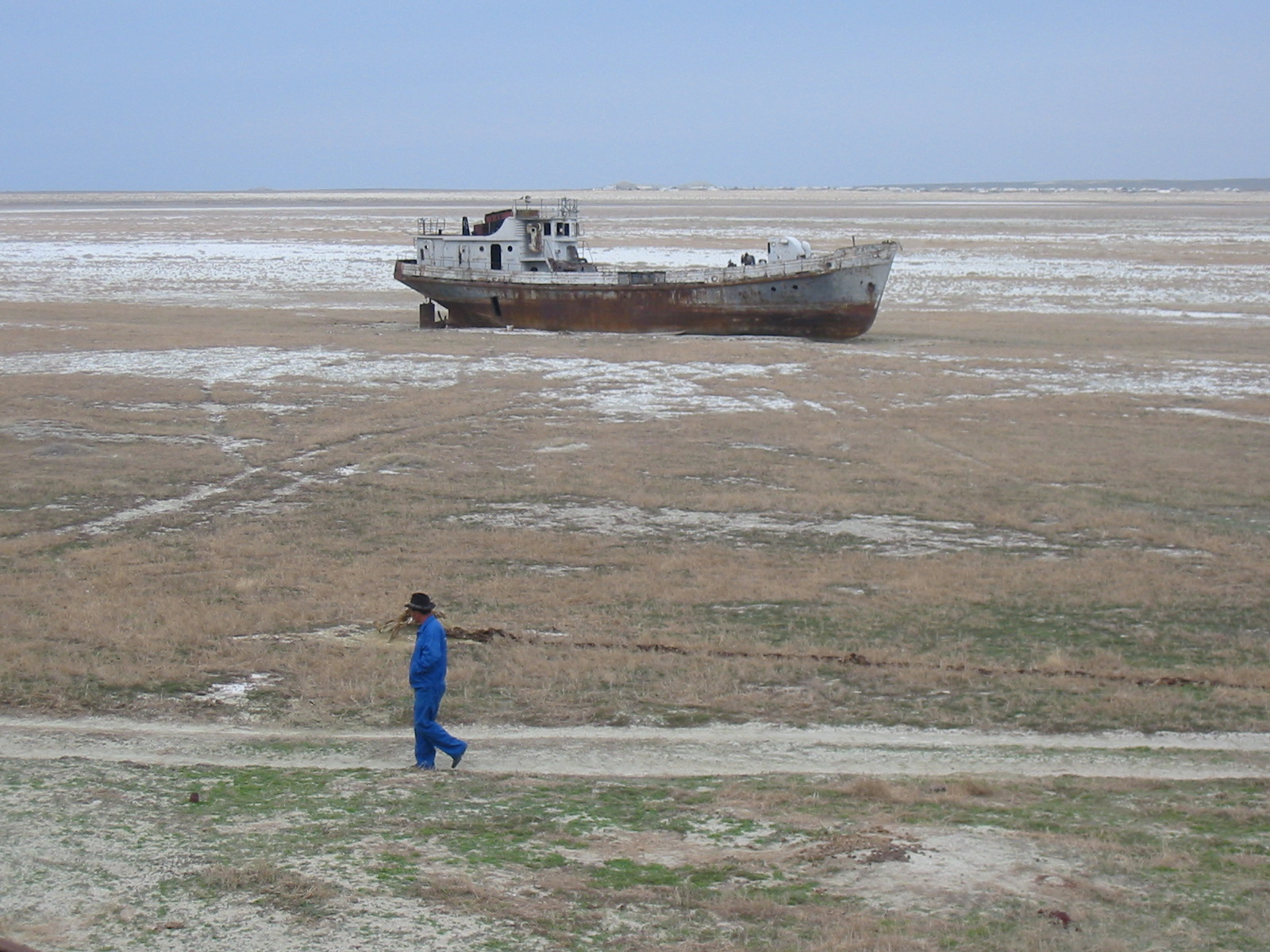
Megfeneklett hajó az Aral-tó kazahsztáni oldalán

Már az 1870-es évektől sokat fáradoztak a sivatagos környék öntözésének megoldásán, gátakat építettek a Szir-darjára és a két folyó vizét elvezető kisebb csatornákat építettek. A mezőgazdasági termelés javát szolgáló csatornázás veszélyeire már a 19. század végén felhívták a figyelmet orosz tudósok (például Alekszandr Ivanovics Vojejkov klimatológus). Ennek ellenére a szovjethatalom éveiben további csatornákat építettek, s a második világháborút követően megszületett a terv a Golodnaja-sztyepp és Türkmenisztán rizs-, gyapot- és gyümölcsültetvényeinek vízellátását megoldó csatornarendszer kiépítésére. Az Amu-darját a Kara-kum sivatagon keresztül a Kaszpi-tengerrel összekötő 1300 kilométeres Türkmén-főcsatorna (vízfelvétele 8–14 km³/év), valamint az Amu–buharai-csatorna (10 km³/év) az 1950-es évek végére készült el. Noha az Aral-tó vízutánpótlását ezzel jelentősen veszélyeztették, és az első jelek 1961-től megmutatkoztak, a későbbi időszakban további csatornák épültek: Déli-Golodnaja-csatorna (11 km³/év), Karsi-csatorna (5 km³/év). Az öntözött területek nagysága 1970-re elérte a 74 ezer km²-t, de az Aral-tó pusztulása ekkor már megállíthatatlannak látszott.
Az Újjászületés-szigeten (Osztrov Vozrozsgyenyija) a Szovjetunió jelentős katonai lőteret működtetett Aralszk–7 néven, mely a biológiai fegyverek kísérleti terepeként vált hírhedtté.

### Az Aral-tó kiszáradása

Az Aral-tó területének csökkenése 1960-tól 2014-ig

2004-re az Aral-tó elveszítette korábbi területének 75, vízmennyiségének 90%-át, a korábbi partvonal mentén fekvő települések több tucat kilométerre kerültek a víztől (így például a korábbi Aralszk [ma Aral, Kazahsztán], Mujnak [ma Mo’ynoq, Üzbegisztán]). 1961-től évenként mintegy 50 centiméterrel apadt a tó (egyedül a csapadékosabb 1969-es, 1970-es és 2003-as években állt meg a vízszint csökkenése). Az 1980-as évektől a kikötői infrastruktúra használhatatlanná válásával a személy- és teherhajózás, valamint az egykor jelentős, évi 50 ezer tonna halat jövedelmező halászat is megszűnt a tavon. Az 1950-es években leírt gazdag ökoszisztéma (benne endemikus fajokkal) java része kipusztult.
Az Aral-tó vízcsökkenéséért javarészt az emberi tevékenység felelős. A tavat tápláló folyók befogása a rizs- és gyapotföldek öntözésére nagymértékben hozzájárult a tó gyors kiszáradásához. Részben a két faj nagy vízigénye, részben pedig az öntözőcsatornák rossz minősége miatt (pl. Közép-Ázsia legnagyobb csatornájából, a Karakum-csatornából a víz 30-75%-a elszivárog a földbe), a két folyó éves átlagos vízhozama több mint 55 km³-ről alig 9 km³-re csökkent.
A folyók vízhozamának csökkenésében szerepe van a mikroklimatikus változásoknak is: a tó vízfelszínének csökkenésével a párolgás, és így a csapadék mennyisége is csökken. Egyes vélemények szerint a tó kiszáradásáért a globális felmelegedés a felelős. Ezzel szemben, az igazság az, hogy bár az éghajlatváltozás hatással van a vízszint csökkenésére, ez csak töredéke az öntözés következményeinek: a tó vízszintcsökkenéséért 86%-ban ez utóbbi felelős, a klímaváltozás hatását a kutatók csak 14%-ra teszik. Emellett a geológusok arra hívják fel a figyelmet, hogy ehhez hasonló ökológiai katasztrófák a múltban is előfordultak, amelyek nyomán tavak, beltengerek tűntek el a föld színéről, s nem hagyhatóak figyelmen kívül a Turáni-alföld sajátos geológiai viszonyai, ún. paleovariabilitása sem (lásd fent).
Az 1990-es években indultak meg a kutatások, a helyzet kialakulásáért felelős okok feltárása és esetleges vészforgatókönyvek kidolgozása érdekében végzett munkát az International Coordination Water Commission in Central Asia (ICWC) és az International Aral Salvation Foundation fogja össze.

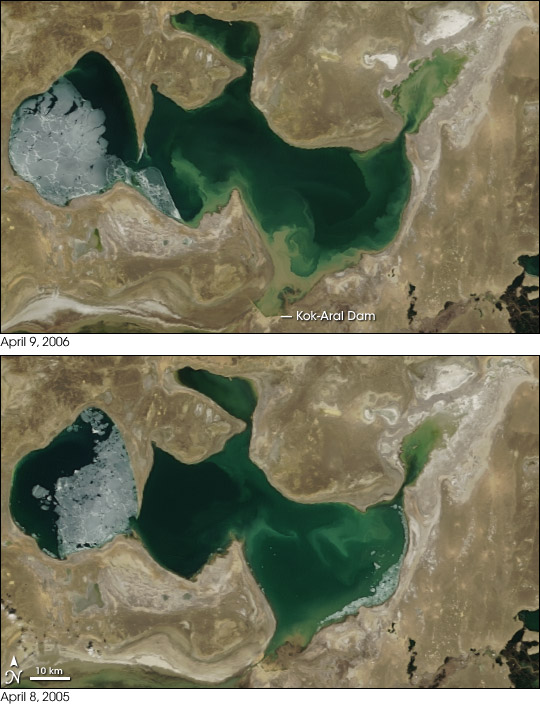
Az északi Aral-tó méretének összehasonlítása a Kokaral gát építése előtt (alul) és után (felül).

Az 1990-es években a tó két részre, majd 2005-re három részre szakadt (egy Északi- és egy Déli-Nyugati- és Déli-Keleti-Aral-tóra). 2005 augusztusában már megépült egy gát Kazahsztánban az északi és a déli tó közé, és így az északi medencében a vízszint 8 méterrel emelkedett a negatív rekordszint fölé. 
A Déli-Aral-tó, amelynek nagy része Üzbegisztánban fekszik, sorsára maradt. 
A szegényebb Üzbegisztán költségvetéséből nem futja a tó vízszintjének megemelésére, de ha az északi medence visszanyeri régi vízszintjét, a tervek szerint időszakosan átengednek vizet a déli részbe is.
2010-re azonban a tó korábbi területének jelentős része eltűnt.
2019-ben az egykori Aral-tó öt különálló részre osztott. Az ún. Közép-Aral egy sekély, náddal benőtt hatalmas tó, amely a nyári-őszi időszakban teljesen ki is száradhat. A tó vízjárása instabil, az évszaktól és az egyes évek csapadékmennyiségétől függően erősen változó. 
A tudományos közösség úgy véli, hogy a tavat a korábbi formájában már nem lehet helyreállítani: ehhez olyan sok vízre van szükség, ami a térségben nem áll rendelkezésre.

### Északi-Aral-tó
Északon a helyzet jelentősen javult a Kokaral-gát  megépítése óta, az elmúlt években jelentősen növekedett a kihalászott hal mennyisége, és Aralszk egykori kikötővárosa, miután már csaknem 100 kilométerre került a tó szélétől, 2015-ben már csak 12 kilométerre volt tőle. A város határában tábla is hirdeti: „Jó hír, a tó visszatér!”[forrás?]
Az Északi-Aral-tó felszíne a 2003-as 2550 km²-ről 2008-ra 3300 km²-re nőtt. A tó mélysége a 2003-as 30 méterről 2008-ra 42 méterre nőtt.
A kazahsztáni hivatal 2021. nyarán bejelentette, hogy az Aral-tó kiszáradt részén egymillió hektáron szakszaulfákat (Haloxylon) terveznek ültetni a régiót érő porviharok megállítására tett erőfeszítések részeként.

### Megoldások
További lehetséges megoldások:

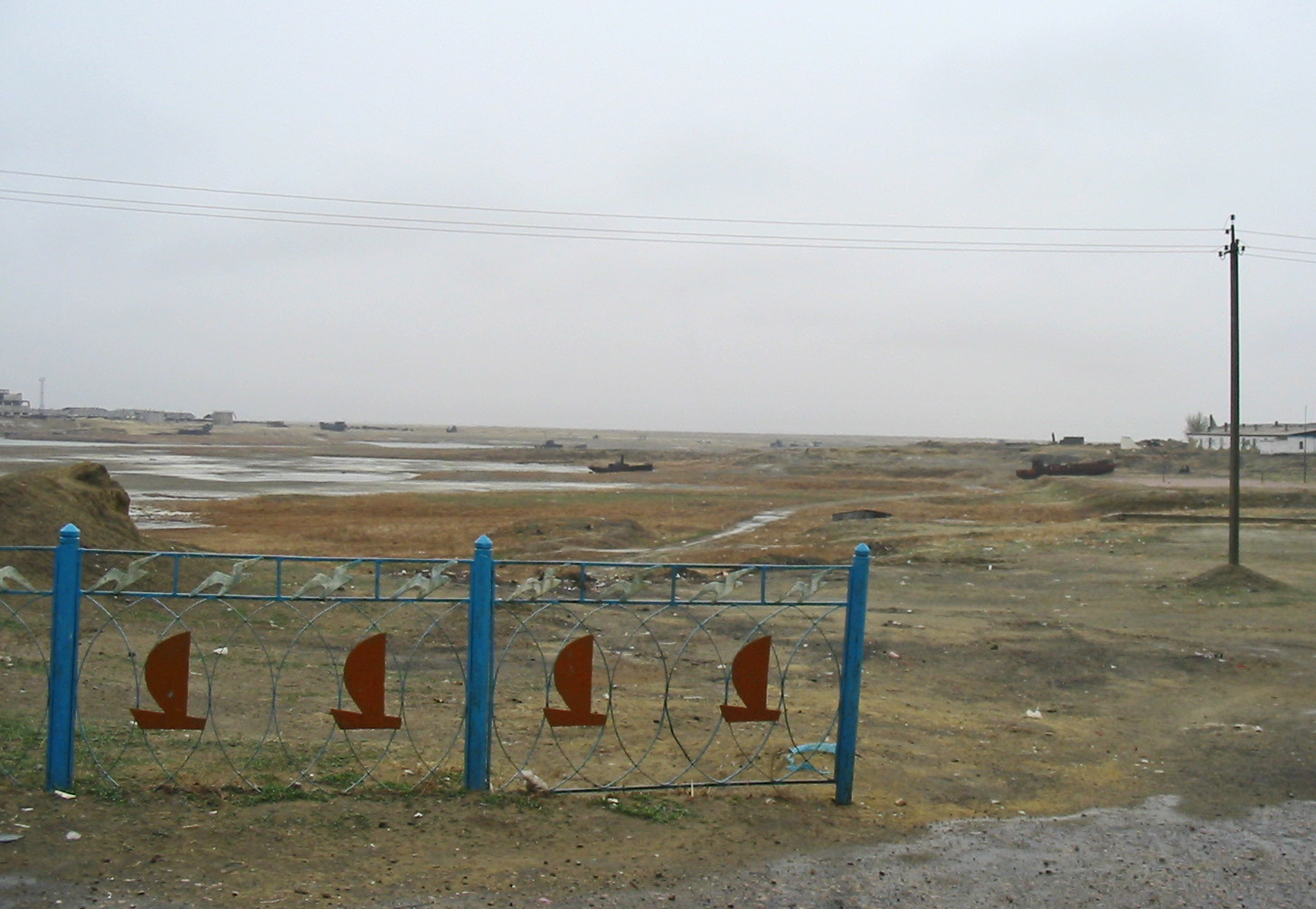
Aral város (Kazahsztán) korábbi kikötője

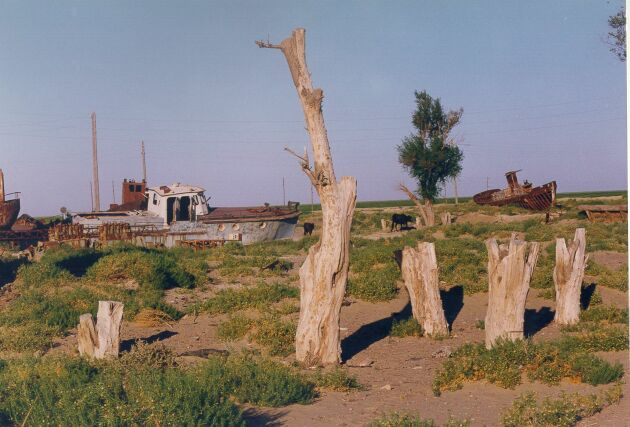
Kiszáradt tómeder

- a csatornák vízszigetelése (ma is csak a 12%-uk szigetelt);
- sótalanítótelepek létrehozása;
- kisebb vízigényű gyapot termesztése;
- a Pamír gleccsereinek leolvadása miatt keletkezett víz Aral-tóba vezetése;
- a Volga vagy Ob folyók vizének idevezetése.[17]

### A tó változása
| Év                 | 1960   | 1971   | 1976   | 1987   | 1989   | 1992   | 2003   |
| ------------------ | ------ | ------ | ------ | ------ | ------ | ------ | ------ |
| Víztükör tszfm     | 53,41  | 51,05  | 48,28  | 40,50  | 38,60  | 36,70  | 31,0   |
| Vízmennyiség (km³) | 1090   | 925    | 763    | 404    | 330    | n.a.   | 112,8  |
| Felszín (km²)      | 68 000 | 60 200 | 55 700 | 41 000 | 36 900 | 33 600 | 18 240 |
| Sótartalom (g/L)   | 10     | 11,2   | 14     | 26,8   | 30,1   | 34,4   | n.a.   |